# 시계사

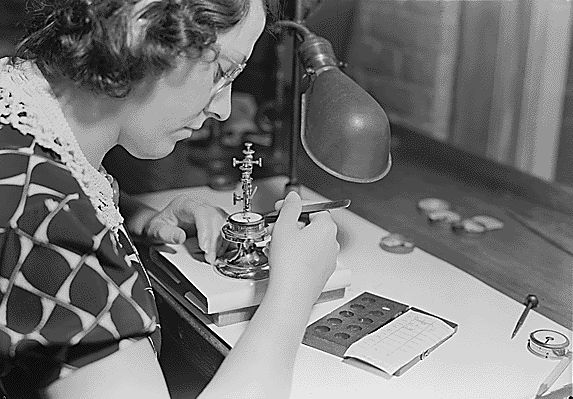
손목시계 제작자

시계사(時計師)는 시계를 제작하고 수리하는 사람을 말한다. 현대에는 거의 모든 시계가 공장에서 만들어지기 때문에 대부분의 현대 시계 제조업체는 시계만 수리한다. 현대 시계 제조공은 보석상, 골동품 상점, 시계와 시계 수리만을 전문으로 하는 장소에서 고용될 수 있다. 시계공이 시계나 손목시계를 고치고 만들기 위해서는 골동품 시계에서 현대 시계에 이르기까지 다양한 유형의 시계와 시계에 대한 청사진과 설명서를 읽을 수 있어야 한다. 시계사는 작은 기어와 정밀한 기계가 있는 장치를 자주 작업해야 하므로 이 거래에는 정밀한 모터 조정이 필요하다.
원래 시계공은 손으로 시계를 설계하고 제작하는 장인이었다. 현대 시계사는 부품을 사용할 수 없는 골동품 시계, 수제 시계 또는 독특한 시계를 수리해야 하므로 원래 장인의 디자인 및 제조 능력을 어느 정도 갖추고 있어야 한다. 자격을 갖춘 시계사는 일반적으로 원래 구성 요소에 액세스하지 않고도 시계의 누락된 부분을 설계하고 만들 수 있다.

## 같이 보기
- 크로노미터
- 해상시계